# Scolecura
Scolecura Millidge, 1991 è un genere di ragni appartenente alla famiglia Linyphiidae.

## Distribuzione
Le quattro specie oggi note di questo genere sono state reperita in Argentina, Brasile e Colombia.

## Tassonomia
A giugno 2012, si compone di quattro specie:
- Scolecura cambara Rodrigues, 2005 — Brasile
- Scolecura cognata Millidge, 1991[3] — Colombia
- Scolecura parilis Millidge, 1991 — Brasile, Argentina
- Scolecura propinqua Millidge, 1991 — Argentina